# Eclipse lunar de 13 de junho de 1984
| Eclipse Lunar Penumbral 13 de junho de 1984 | Eclipse Lunar Penumbral 13 de junho de 1984 |
| --- | ------------------------------------------- |
| A Lua cruzando de leve a extremidade sul da penumbra da Terra (próximo à borda), de oeste para leste (da direita para a esquerda), ocorrendo uma mínima perda de brilho no polo norte, tornando o eclipse praticamente imperceptível. |                                             |
| Gamma | -1,5239                                     |
| Saros (e membro) | 149 (1 de 71)                               |
| Sequência de eclipses lunares |                                             |
| Anterior | 15 de maio de 1984                          |
| Próximo | 8 de novembro de 1984                       |
| Duração (hr:mn:sc) |                                             |
| Penumbral | 1:13:00                                     |
| Fases e Horários do Eclipse (UTC) |                                             |
| P1 | 13:49:05                                    |
| Máximo | 14:25:45                                    |
| P4 | 15:02:05                                    |

O eclipse lunar de 13 de junho de 1984 foi um eclipse penumbral, o segundo de três eclipses lunares do ano. Teve magnitude penumbral de 0,0647 e umbral de -0,9414. Teve duração total de exatamente 73 minutos.
A Lua passou pela pequena parte da extremidade sul da zona de penumbra, bem próxima ao seu limite ou borda, que alcançou apenas a região do polo norte lunar, fazendo com que o disco lunar permanecesse quase inalterado. Ocorreu apenas uma pequena redução no brilho nessa região da Lua. Dessa forma, o eclipse foi praticamente imperceptível, com valor baixo de magnitude.
A Lua cruzou a pequena extremidade sul da penumbra da Terra, em nodo descendente, dentro da constelação de Ofiúco, bem próxima à estrela θ Oph, também próxima dos planetas Urano e Netuno, que estavam perto de sua oposição do Sol, além de estar próximo dos aglomerados NGC 6333 (M 9) (Ofiúco), NGC 6523 (M 8 - Nebulosa da Lagoa) e NGC 6514 (M 20 - Nebulosa Trífida) (ambas de Sagitário).

## Série Saros
Eclipse pertencente ao ciclo lunar Saros de série 149, sendo este o primeiro da série, com total de 71 eclipses, marcando assim o início da série. Foi também o menor eclipse penumbral da série. O próximo eclipse será com o eclipse penumbral de 24 de junho de 2002, também de fraca magnitude (passando ainda pela pequena extremidade da penumbra) e praticamente imperceptível.

## Visibilidade
Foi visível na Austrália, Nova Zelândia, Antártida, Madagascar, sudeste da Ásia e grande parte do Pacífico.
| Região do planeta onde foi visível durante o máximo do eclipse - 14:26 UTC. O leste da Austrália, obteve a melhor observação do meio do eclipse, de onde foi visível à meia-noite. |
| Mapa de visibilidade do eclipse |